# Педай
Педай — ручей в России, протекает по территории Деревянкского и Деревянского сельских поселений Прионежского района Республики Карелии. Длина ручья — 12 км.

## Общие сведения
Ручей берёт начало из озёр Лычных на высоте 219 м над уровнем моря и далее течёт преимущественно в северо-восточном направлении.
Ручей имеет один малый приток длиной 2,0 км.
Впадает в реку Деревянку.
В среднем течении Педай пересекает линию железной дороги Санкт-Петербург — Мурманск.
Код объекта в государственном водном реестре — 01040100612202000013931.